# Oncholaimellus brevicauda
Oncholaimellus brevicauda är en rundmaskart som beskrevs av Timm 1969. Oncholaimellus brevicauda ingår i släktet Oncholaimellus och familjen Oncholaimidae. Inga underarter finns listade i Catalogue of Life.